# Томас Генрі Гакслі
То́мас Ге́нрі Га́кслі (або Хакслі чи Гекслі, англ. Thomas Henry Huxley, 4 травня 1825, Ілінґ поблизу Лондона, Велика Британія — 29 червня 1895, Істборн, графство Суссекс, Англія, Велика Британія) — британський природознавець, зоолог, пропагандист дарвінізму.
Освіту здобув у Лондоні.
У 1854—95 роках Т. Г. Гакслі — професор Королівської гірничої школи.
Багаторічний член (у 1883—85 рр. — президент) Лондонського королівського товариства.
Т. Г. Гакслі — автор праць із зоології, порівняльної анатомії, палеонтології, антропології, геології тощо.
Особливе значення мають наукові твори Гакслі про походження людини. Вчений послідовно довів єдність будови черепа хребетних тварин, походження птахів від плазунів, спорідненість медуз і поліпів тощо.
Томас Гакслі широко популяризував еволюційну теорію Ч. Дарвіна, захищав його учення від нападок реакціоністів.
Т. Г. Гакслі належав до предтеч науковців-матеріалістів, називаючи себе агностиком.
Від Гакслі веде початок ціла династія видатних вчених і літераторів Гакслі.